# Иллюзия обмана 2
«Иллю́зия обма́на 2» (англ. Now You See Me 2) — американский фильм-ограбление 2016 года, пятый полнометражный фильм режиссёра Джона Чу. Сценарий написан совместно Эдом Соломоном и Питером Чиарелли. Сиквел фильма «Иллюзия обмана» 2013 года. Главные роли исполнили Джесси Айзенберг, Марк Руффало, Вуди Харрельсон, Дэйв Франко и Лиззи Каплан, второстепенные — Дэниел Рэдклифф, Джей Чоу, Сэна Латан, Майкл Кейн и Морган Фримен. Сюжет продолжает историю «Четырёх всадников» и их лидера Дилана Родса, которые вербуются криминальным авторитетом Уолтером Мэбри для кражи чипа с данными. В качестве «консультанта по магии» и сопродюсера фильма выступил известный американский иллюзионист Дэвид Копперфильд.
3 июля 2013 года было официально объявлено, что фильм находится в разработке. Съёмки начались в ноябре 2014 года и продолжались до мая 2015 года. Фильм был выпущен 10 июня 2016 года компанией Lionsgate. Он получил неоднозначные отзывы критиков и собрал в мировом прокате 334 миллиона долларов. Выход третьей части под названием «Иллюзия обмана 3» запланирован на 14 ноября 2025 года.

## Сюжет
Прошёл год с тех пор, как «Четыре всадника» перехитрили ФБР и получили признание со стороны публики благодаря своим разоблачительным трюкам-фокусам. Члены группы — Дэниел Атлас (Джесси Айзенберг), Мерритт Маккинни (Вуди Харрельсон) и Джек Уайлдер (Дэйв Франко) скрываются, ожидая дальнейших инструкций от «Ока», тайного сообщества иллюзионистов, в которое они были завербованы. Лидер группы, агент ФБР Дилан Родс (Марк Руффало), поручает им новую миссию — разоблачить коррумпированного бизнесмена Оуэна Кейса, главу компании Octa (Бен Лэмб), чьё новое программное обеспечение для мобильного телефона способно похитить данные своих пользователей. К команде присоединяется иллюзионистка Лула Мэй (Лиззи Каплан), которая пришла на замену Хенли Ривз, ушедшую из «Всадников» из-за необходимости постоянно скрываться от общественности.
Во время презентации программы Кейса «Всадники» с помощью разнообразных трюков проникают на сцену. Однако в самом разгаре разоблачения выступление трюкачей внезапно прерывается техническими манипуляциями. После начинается разоблачение самих «Всадников», включая Дилана. «Всадники» сбегают по трубе, которая должна была вести к их фургону («план Б»). Но по выходе из неё они внезапно оказываются в Макао. В это время Дилан ждёт их на месте встречи, на обочине дороги в лесу.
В ресторане компаньоны встречают брата-близнеца Меррита — Чейза, который когда-то обманул Меррита и сбежал с его деньгами из-за старой обиды, которую таил ещё с детства. Чейз отвозит их к своему боссу, Уолтеру Мэбри (Дэниел Рэдклифф), бывшему компаньону Оуэна, который когда-то отобрал у него компанию Octa, убедив акционеров в невменяемости партнёра. Уолтер рассказывает «Всадникам», что имитировал свою смерть, чтобы находиться «над системой», а также раскрывает секрет их перемещения в Макао, который он осуществил, по его словам, за счёт превосходства технического прогресса над иллюзионизмом. В обмен на их жизнь он просит украсть для него чип из хранилища Octa, находящегося здесь же, в Макао, при помощи которого можно взломать любую систему. Этот чип Уолтер изобрёл вместе с Оуэном, который присвоил себе всё авторство. Трое «Всадников» отказываются, но внезапно Атлас решает за всех, что они возьмутся за это дело.
Дилану, ожидающему «Всадников» в лесу, неожиданно звонит из тюрьмы Таддеуш Брэдли и говорит, что скажет, где находятся подопечные Родса. Дилан входит в тюрьму под именем своего коллеги по ФБР. Он забирает Брэдли из тюрьмы на 24 часа с помощью поддельного ордера, распечатанного самим Брэдли на принтере в собственной комфортабельной камере.
«Всадники» приходят в старейший магазин фокусов и делают заказ на оборудование, необходимое для операции по похищению чипа. Там они знакомятся с продавцом Ли (Джей Чоу) и его бабушкой. Атлас связывается с «Оком» по телефону и договаривается о передаче чипа. Тем временем Дилан и Брэдли прилетают в Макао, приходят в этот же магазин, где Ли с бабушкой вручают Дилану шкатулку его отца с наручными часами. В этот момент Брэдли чудесным образом сбегает, забравшись в древнеегипетский саркофаг, и оставляет Дилану записку «Твой ход».
«Всадники» при помощи ловких трюков с игральной картой, на которую приклеен чип, точно соответствующий ей по размерам и весу, успешно совершают кражу. Дэниел идёт на рыночную площадь в условленное место встречи с представителем «Ока», и натыкается на Дилана, которому отказывается отдать чип, говоря, что тот больше не авторитет для него и его команды после их общего провала на презентации Octa. Родс уходит, и вдруг появляется Уолтер, который раскрывает свой обман: оказывается, он с самого начала притворялся лидером «Ока» и именно с ним Дэниел говорил в начале фильма, не зная, что с его телефона при этом были тайно скачаны данные о других «Всадниках». Внезапно Дилан возвращается и делает вид, что отбирает чип у Дэниела, на самом же деле незаметно подбрасывая его ему же в карман, а затем выталкивает его за дверь, оставаясь наедине с головорезами Уолтера. Они, будучи уверенными, что чип у Дилана, начинают с ним драться, что даёт Дэниелу возможность спокойно скрыться и добраться до «Всадников». Все вместе, они видят, как из магазина для фокусников увозят хранившийся там сейф, заказанный когда-то отцом Дилана, Лайонелом Шрайком — точно такой же, как тот, в котором Шрайк погиб 30 лет назад.
Дилан вступает в схватку с бандитами на рынке, но проигрывает. Они приводят его на причал, где он встречается с Артуром Тресслером, миллионером, которого «Всадники» разоблачили в первом фильме. Здесь выясняется, что Уолтер — сын Артура, и весь его план продиктован стремлением отомстить «Всадникам» за разорение и прилюдное унижение Тресслера. Поняв, что у Дилана нет чипа и он не намерен помогать им его вернуть, Артур с Уолтером приказывают своим подручным засунуть Дилана в сейф Лайонела Шрайка и сбросить в воду, чтобы он повторил участь своего отца. В последний момент Дилан открывает дверь сейфа изнутри при помощи булавки, спрятанной в часах, переданных ему в магазине для фокусников. Подоспевший Дэниел вытаскивает Дилана из воды на берег. К удивлению всех собравшихся «Всадников», чип оказывается подделкой.
Свою помощь героям предлагают Ли и его бабушка, которые, как выяснилось, являются настоящими представителями «Ока». «Всадники» решают отомстить Уолтеру, и то, что тот уверен, что настоящий чип у них, играет им на руку. Они устраивают представления в четырёх точках Лондона под Новый год. Их замечает Уолтер, и Тресслер узнаёт, что Дилан жив. К поимке «Всадников» подключается ФБР. Во время представления на четвёртой точке, у моста, Мерритта ловит его брат, осведомлённый об их плане. Всё срывается. «Всадники» с Диланом снова пытаются сбежать, но попадают в руки Артура и Уолтера. Те сажают их на свой личный самолёт, где наконец завладевают чипом, на сей раз оригинальным. Чейз предлагает сбросить «Всадников» с самолёта, что и происходит. Позже оказывается, что всё это было большим фокусом. Чип у «Всадников», и конфиденциальность людей в безопасности.
«Всадники» подъезжают к Гринвичской обсерватории, где их встречает Ли с бабушкой. Дилан встречает в этом здании Таддеуша, истинного лидера «Ока». Наконец Брэдли открывает Родсу, что вовсе не являлся врагом его отцу, а напротив — был хорошим другом и исполнял роль «напарника» в их тандеме. Дилан принимает сказанное, и Таддеуш назначает его своим преемником.

## В ролях
| Актёр            | Роль                           |
| ---------------- | ------------------------------ |
| Марк Руффало     | Дилан Родс                     |
| Джесси Айзенберг | Джей Дэниел Атлас              |
| Вуди Харрельсон  | Меррит Маккинни, Чейз Маккинни |
| Дэйв Франко      | Джек Уайлдер                   |
| Лиззи Каплан     | Лула Мэй                       |
| Дэниел Рэдклифф  | Уолтер Мэбри                   |
| Морган Фримен    | Таддеуш Брэдли                 |
| Майкл Кейн       | Артур Тресслер                 |
| Сэна Латан       | агент ФБР Натали Остин         |
| Дэвид Варшовский | агент ФБР Коуэн                |
| Джей Чоу         | Ли                             |
| Цай Чинь         | Бу Бу                          |
| Генри Ллойд-Хьюз | Аллен Скотт-Фрэнк              |
| Бен Лэмб         | Оуэн Кейс                      |
| Варада Сету      | ассистентка Артура Тресслера   |
| Зак Джерард      | Ханнес Пайк                    |
| Ричард Лейн      | Лайонел Шрайк                  |
| Уильям Хендерсон | молодой Дилан                  |

## Производство

### Разработка
3 июля 2013 года, после коммерческого успеха первого фильма, генеральный директор Lionsgate Джон Фелтхаймер подтвердил, что сиквел находится в разработке, а производство запланировано на 2014 год. В сентябре 2014 года Джон М. Чу был объявлен режиссёром, заменив Луи Летерье, который остался исполнительным продюсером. Продюсерами сиквела выступили Summit Entertainment и K/O Paper Products.
Рабочее название «Now You See Me: Now You Don’t» изначально продвигал Чу, но в ноябре 2014 года студия подтвердила официальное название «Иллюзия обмана: Второй акт». Оригинальный подзаголовок позже был использован для третьей части франшизы.

### Кастинг
В октябре 2014 года Майкл Кейн объявил, что Дэниел Рэдклифф присоединился к актерскому составу в качестве сына его персонажа, и что съёмки должны начаться в декабре в Лондоне. Примерно в то же время было подтверждено, что Айла Фишер не вернется к своей роли Хенли Ривза из-за своей беременности. Лиззи Каплан была утверждена на роль нового персонажа, Лулы Мэй, чтобы заменить её в качестве четвёртого Всадника.
28 января 2015 года Генри Ллойд-Хьюз был утвержден на роль Аллена Скотта-Фрэнка, опытного эксперта по технологиям. Хотя первоначальные сообщения в декабре 2014 года предполагали, что Морган Фримен не вернётся, режиссёр Джон М. Чу позже подтвердил его участие, разместив фотографию в социальных сетях в январе 2015 года.

### Съёмки
Основные съёмки начались в Лондоне в конце ноября 2014 года. 25 ноября Марк Руффало подтвердил начало съёмок на своей официальной странице в Facebook. Позже производство переместилось в Китай, где съёмки проходили в Макао, включая сцены в Научном центре Макао. Съёмки в регионе проходили с 12 по 18 марта 2015 года.

## Саундтрек
| №   | Название                        | Длительность |
| --- | ------------------------------- | ------------ |
| 1.  | «Now You See Me 2 Fanfare»      | 3:20         |
| 2.  | «Now You See Me 2 Main Titles»  | 3:00         |
| 3.  | «300 Seconds»                   | 7:25         |
| 4.  | «The Setup»                     | 5:45         |
| 5.  | «Sleight of Hand»               | 5:52         |
| 6.  | «Revelatory»                    | 1:24         |
| 7.  | «A Special Invitation»          | 4:38         |
| 8.  | «Equivoque»                     | 3:18         |
| 9.  | «Off The Grid (Walter's Theme)» | 2:13         |
| 10. | «Trifecta»                      | 3:53         |
| 11. | «The Fool»                      | 1:55         |
| 12. | «Buffy the Chippie»             | 2:58         |
| 13. | «Behind the Curtain»            | 4:10         |
| 14. | «Thaddeus' Game»                | 2:23         |
| 15. | «Octa»                          | 1:37         |
| 16. | «United»                        | 1:36         |
| 17. | «Deliverance»                   | 4:10         |
| 18. | «Diversion Tactics»             | 4:34         |
| 19. | «Sibling Rivalry»               | 1:55         |
| 20. | «Bazaar Getaway»                | 2:09         |
| 21. | «The New Horseman»              | 1:05         |
| 22. | «See You in 3 to 5»             | 1:41         |
| 23. | «The Big Finish»                | 3:56         |
| 24. | «Finale»                        | 2:40         |

## Критика
Фильм получил в большей степени отрицательные отзывы кинокритиков, Rotten Tomatoes дал фильму 34 % положительных отзывов на основе 197 рецензий со средней оценкой 4,9 из 10. Metacritic дал оценку 46 из 100.